# 浜石岳
浜石岳（はまいしだけ）は、静岡県静岡市清水区 の北東部に位置する標高707 mの山。東山麓の旧由比町での別名が西山。

## 概要
南北に連なる稜線は薩埵山と薩埵峠を経て駿河湾に達する。1351年（観応2年）12月にこの南側の山域では、足利尊氏と弟足利直義との1ヶ月に及ぶ薩埵峠の戦い（南北朝時代）の舞台となり、戦国時代の1568年（永禄11年）12月から翌月にかけて武田信玄の軍勢と今川氏真・北条氏政の軍勢との間で2度にわたって薩埵峠の戦い（戦国時代）が行われた。山麓の緩斜面はミカンなどの果樹園として利用され、中腹から上部はスギとヒノキの植林地として利用されている。山頂部は低木林で、アセビの群落や草地となっている。
山頂からの眺めは360度開けている。山頂部の北側に無断中継塔が設置されている。山頂の東約400 mの清水区由比阿僧934-6に、静岡市の体験宿泊施設「浜石野外センター」が設置されている。山麓の由比海岸からは、ゆったりとした野原の山並が望める。静岡市シティプロモーションにより、「オクシズ100選」の一つに選定されている。

## 地質
山頂に円礫（浜石）があることが山名の由来とみられている。山域は新第三紀鮮新世の浜石岳層群からなり、上部は砂岩、礫岩などからなり、下部は火山砕屑岩、泥岩などからなる。山域は河川浸食や駿河湾沿いの波浪浸食が激しく、大規模な地すべり（南山域の由比地すべり）が繰り返されている。坂本東方から薩埵峠にかけての浜石岳主稜線の尾根伝いに南北に連続する浜石岳断層が確認されている。

## 登山
富士山が展望できる山として知られていて、登山やハイキングの対象となる山である。静岡百山研究会により、「静岡の百山」のひとつに選定されている。花の百名山の一つに選定されていて、ヤマユリなどが見られる。南の薩埵峠方面からほぼ稜線伝いに山頂に至る登山道が、東海自然歩道のバイパスコースとして整備されている。山頂には二等三角点（点名「浜石岳」、標高706.81 m） と、展望図の石盤が設置されている。主な登頂コースを以下に示す。代表的な薩埵峠からのコースは静岡県版「山のグレーディング」検討会により、無雪期・天候良好時の技術的難易度が「ランクA/(A-E)」（低い-中程度）、体力度が「3/1-10」（低程度、日帰りが可能）とされている。
薩埵峠からのコース
由比駅（または興津駅） - 由比駅を背に県道396号を東京方面へ向かい、開花亭という飲食店を過ぎらすぐに左折する。新幹線を跨ぐ曙大橋を渡り、浜石野外センター方面へ道なりに進めば山頂へアプローチできる。由比駅から浜石岳山頂までは約4.8km、コースタイムは2時間30分程度である。その後、来た道を戻らずに、但沼への分岐（標高442m）、立花への分岐（標高490m）を経て薩埵峠（標高244m）へと樹林帯を下り、興津駅へ帰ることもできる。山頂から沖津駅までは9.2km、コースタイムは2時間40分となっている。
西山寺からのコース
由比駅 - 西山寺 - 浜石芝広場（駐車場） - 浜石岳
野外センターからのコース
浜石野外センター - 浜石岳

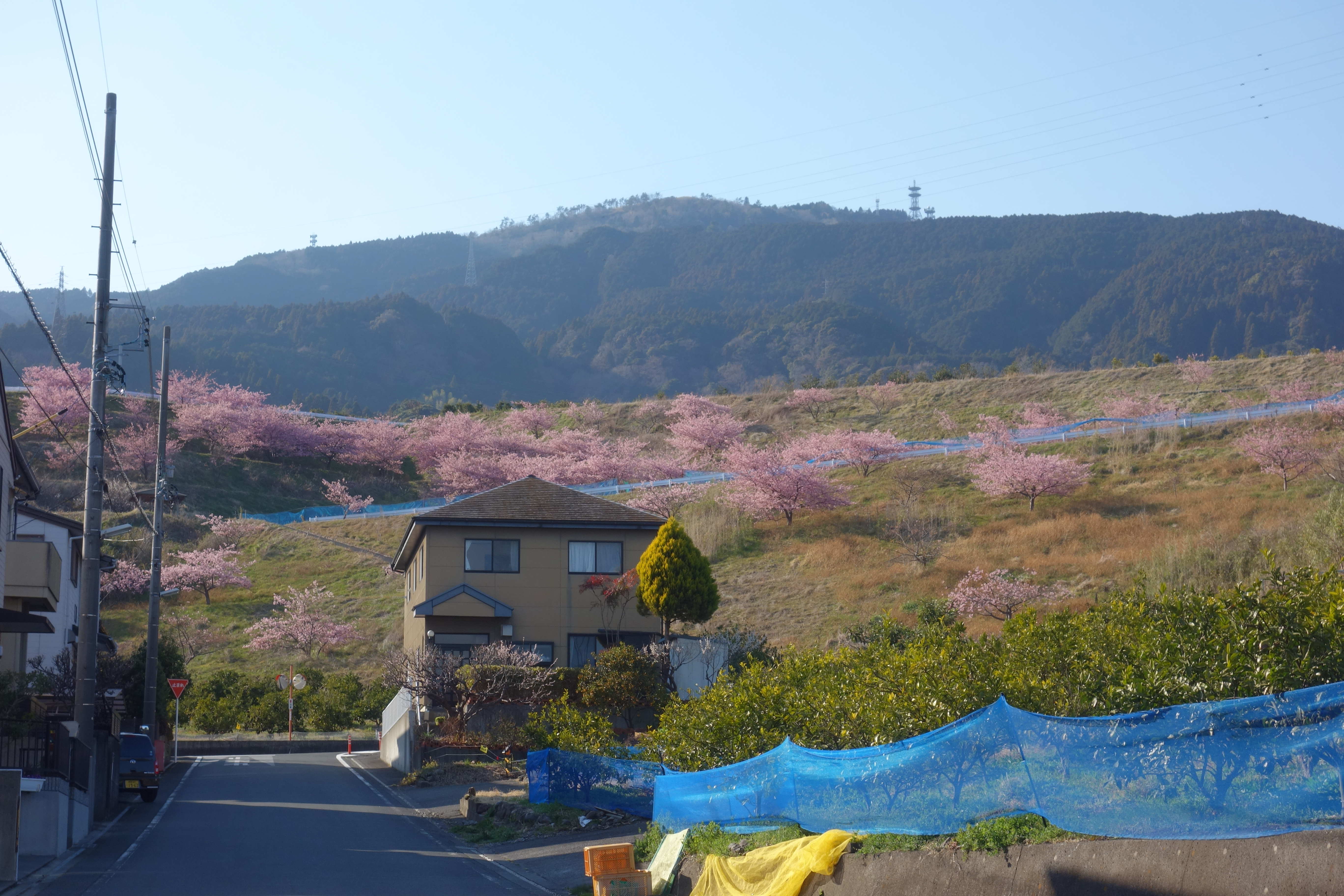
浜石岳山麓の河津桜
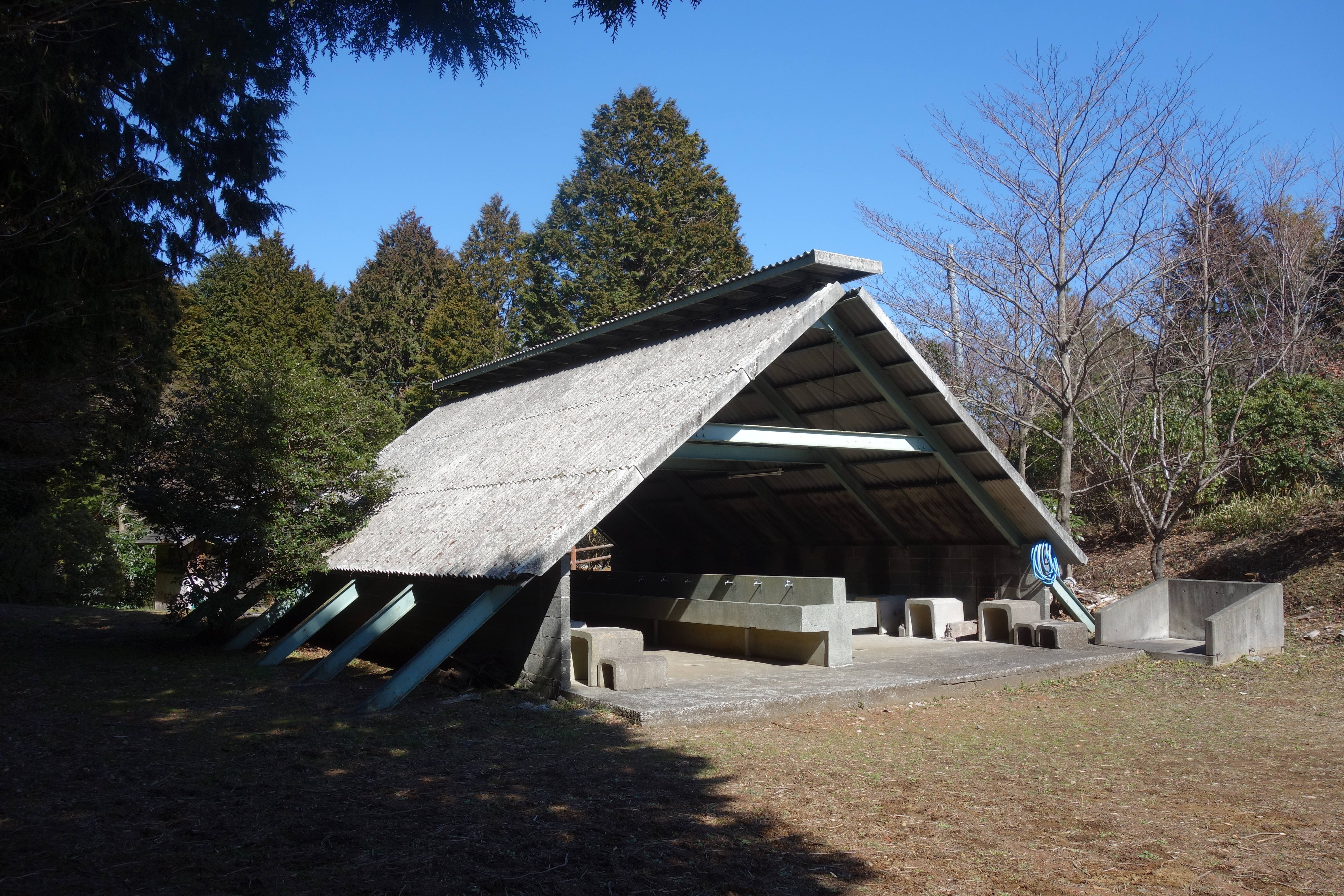
浜石野外センター
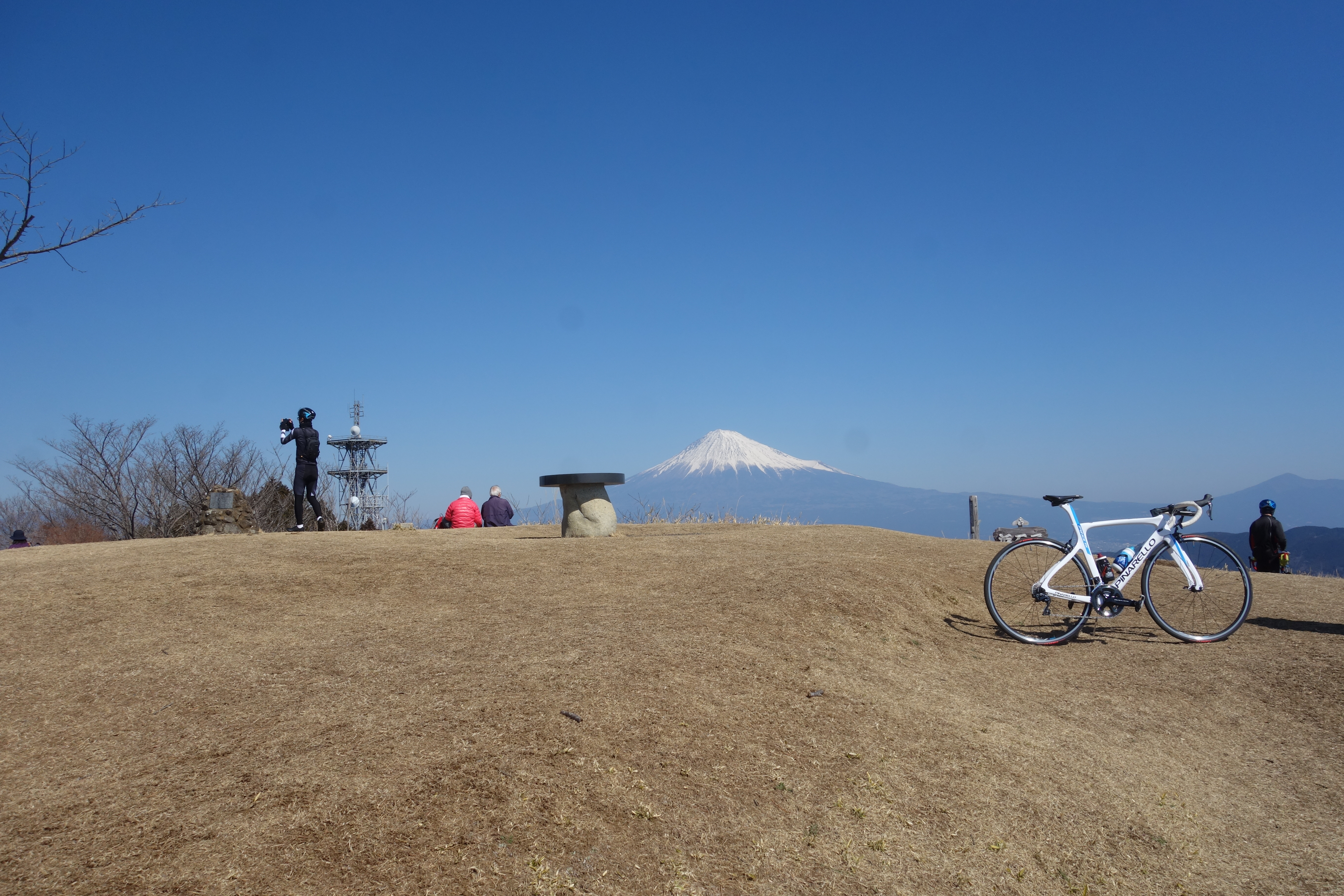
浜石岳山頂
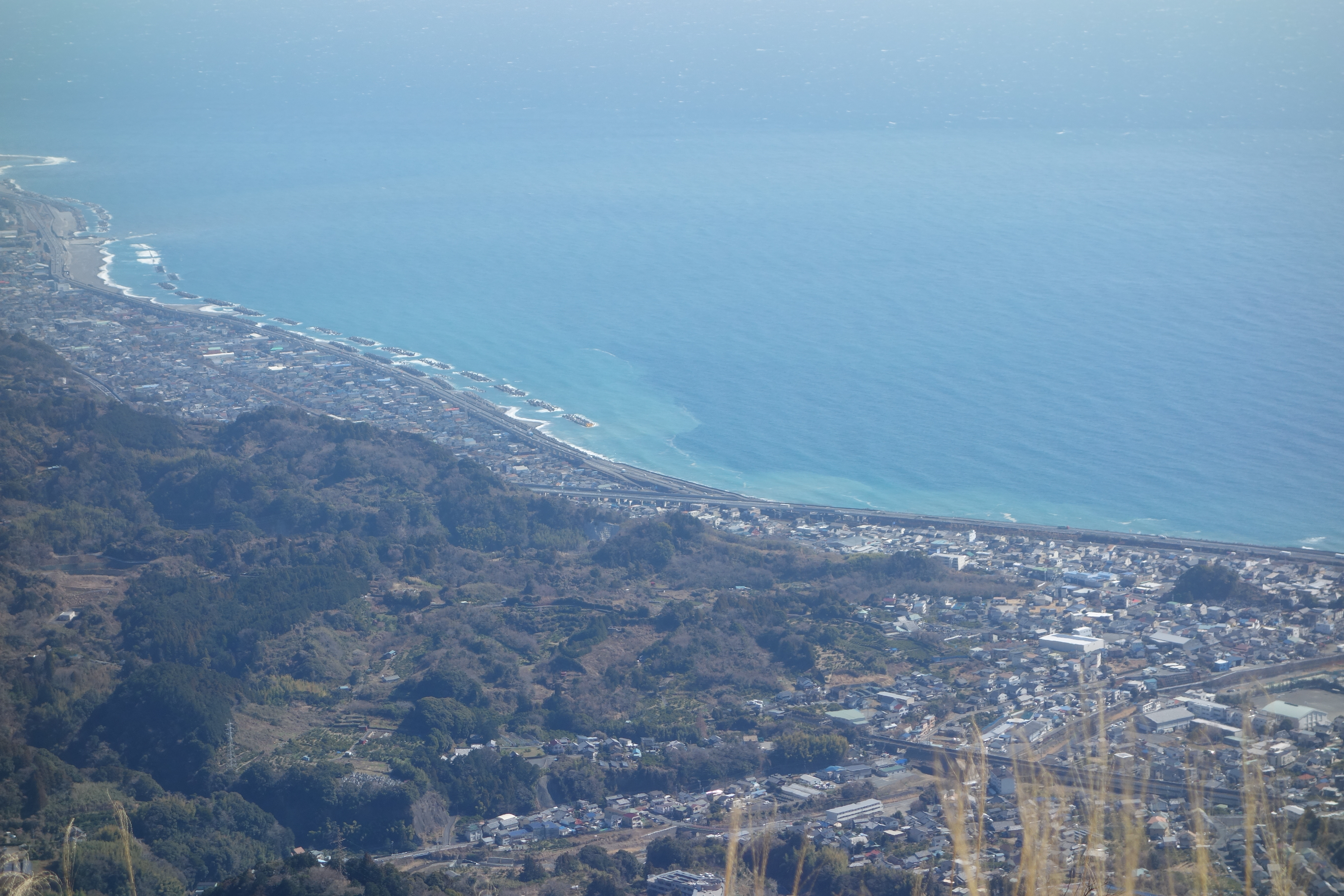
浜石岳からの蒲原・由比

## 地理
広義で赤石山脈（南アルプス）中央連嶺の大井川左岸山系に属する山である。富士山の南南西32 kmに位置する。山域の南端にある薩埵山との鞍部となる薩埵峠の北5.4 kmに位置する。山頂の2.3 km 南の稜線上に小ピークの立花山（標高約460 m）がある。

### 周辺の山
北西の派生する尾根上、北西0.8 kmには陣場山（標高654 m）があり、その北側にのろし台跡がある。
| 山容                                                               | 山名   | 標高(m) | 三角点等級 基準点名 | 浜石岳からの 方角と距離(km) | 備考                    |
| ------------------------------------------------------------------ | ------ | ------- | ------------------- | --------------------------- | ----------------------- |
| 浜石岳から望む富士山（2016年2月10日）                              | 富士山 | 3776.12 | 二等 「富士山」     | 北北東 32.0                 | 日本の最高峰 日本百名山 |
| 浜石岳から望む大丸山周辺の山並、遠景は愛鷹山塊（2016年2月10日）    | 大丸山 | 567.56  | 四等 「大丸山」     | 東北東 5.0                  |                         |
| 日本平から望む陣場山（左）と浜石岳（右）（2016年2月10日）          | 浜石岳 | 706.81  | 二等 「浜石岳」     | 0                           | 静岡の百山              |
| 日本平から望む高根山と浜石岳（2016年2月10日）                      | 高根山 | 503.39  | 三等 「小島村」     | 南西 4.1                    |                         |
| 三保の松原から望む駿河湾越しの浜石岳と前衛の薩埵（2014年11月15日） | 薩埵山 | 243.96  | 三等 「八木間村」   | 南 5.1                      |                         |

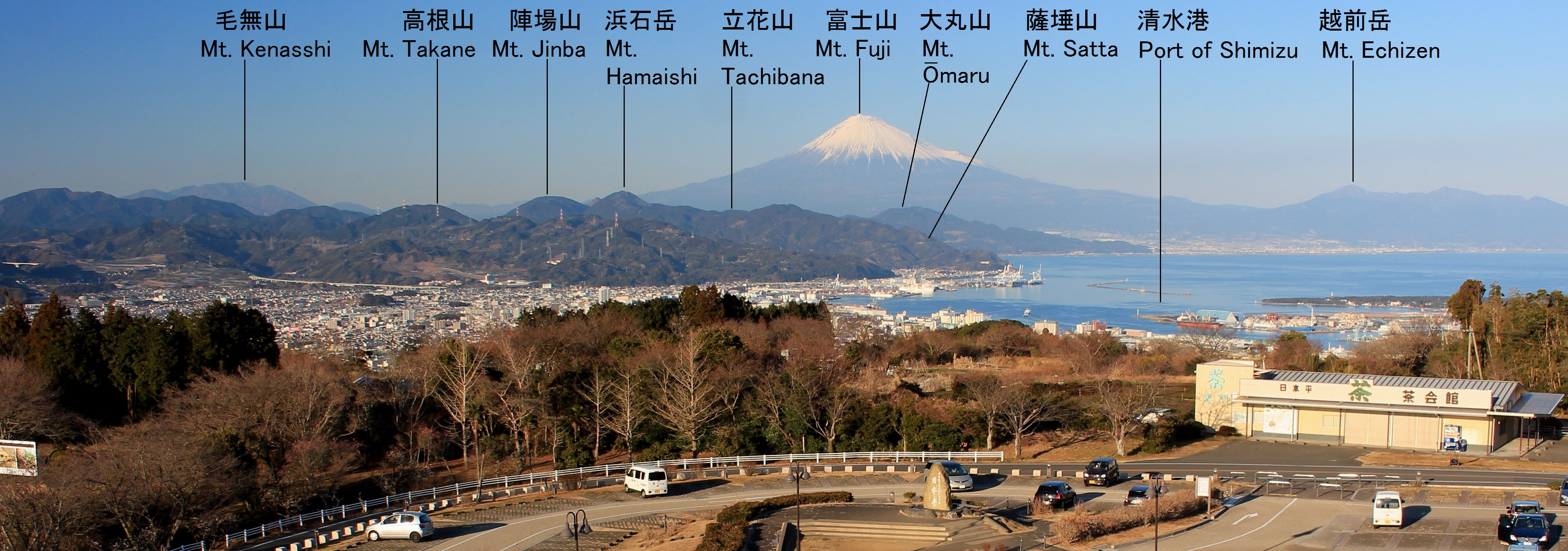
日本平から望む浜石岳周辺の山並

### 源流の河川

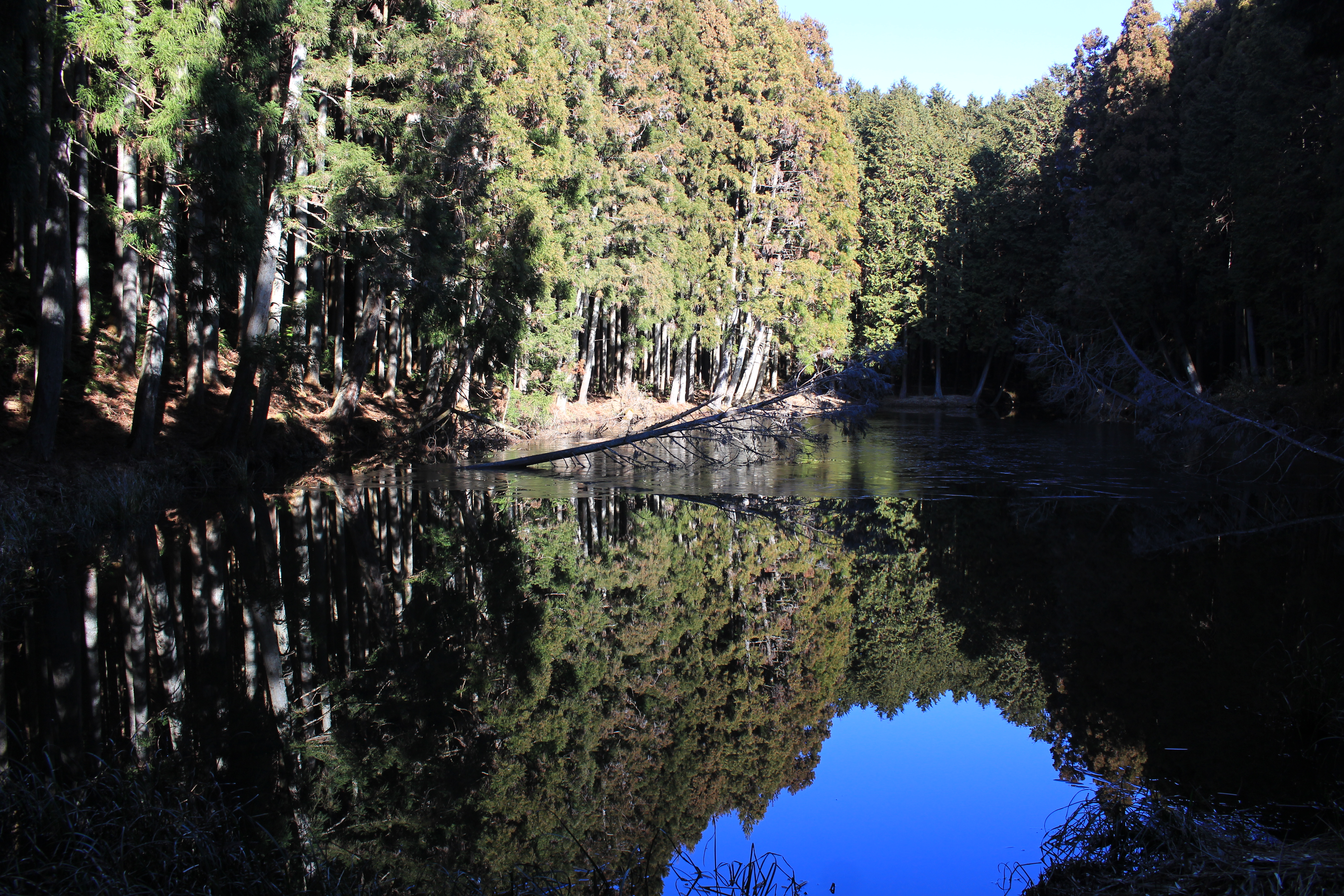
南山腹にある立花池

西に流れる興津川と東に流れる由比川との分水界となる山。それぞれの支流と和瀬川 の源流となる山で太平洋側に駿河湾へ流れる。山頂の南2.6 kmの稜線の直下西側に立花池がある。

### 交通・アクセス
山域の西側に国道52号が通る。山域の南部を東海道新幹線の由比トンネルが貫通している。南東山麓に静岡県道396号富士由比線、東海道本線、国道1号、東名高速道路が通る。山域の東側に静岡県道76号富士富士宮由比線が通る。山頂直下まで林道が敷設されていて、ハイキングコースにも利用されている。
- 東海旅客鉄道（JR東海）東海道本線由比駅の北北西 3kmに位置する[3][4]。
- 新東名高速道路新清水インターチェンジの南南東3 kmに位置する[4]。

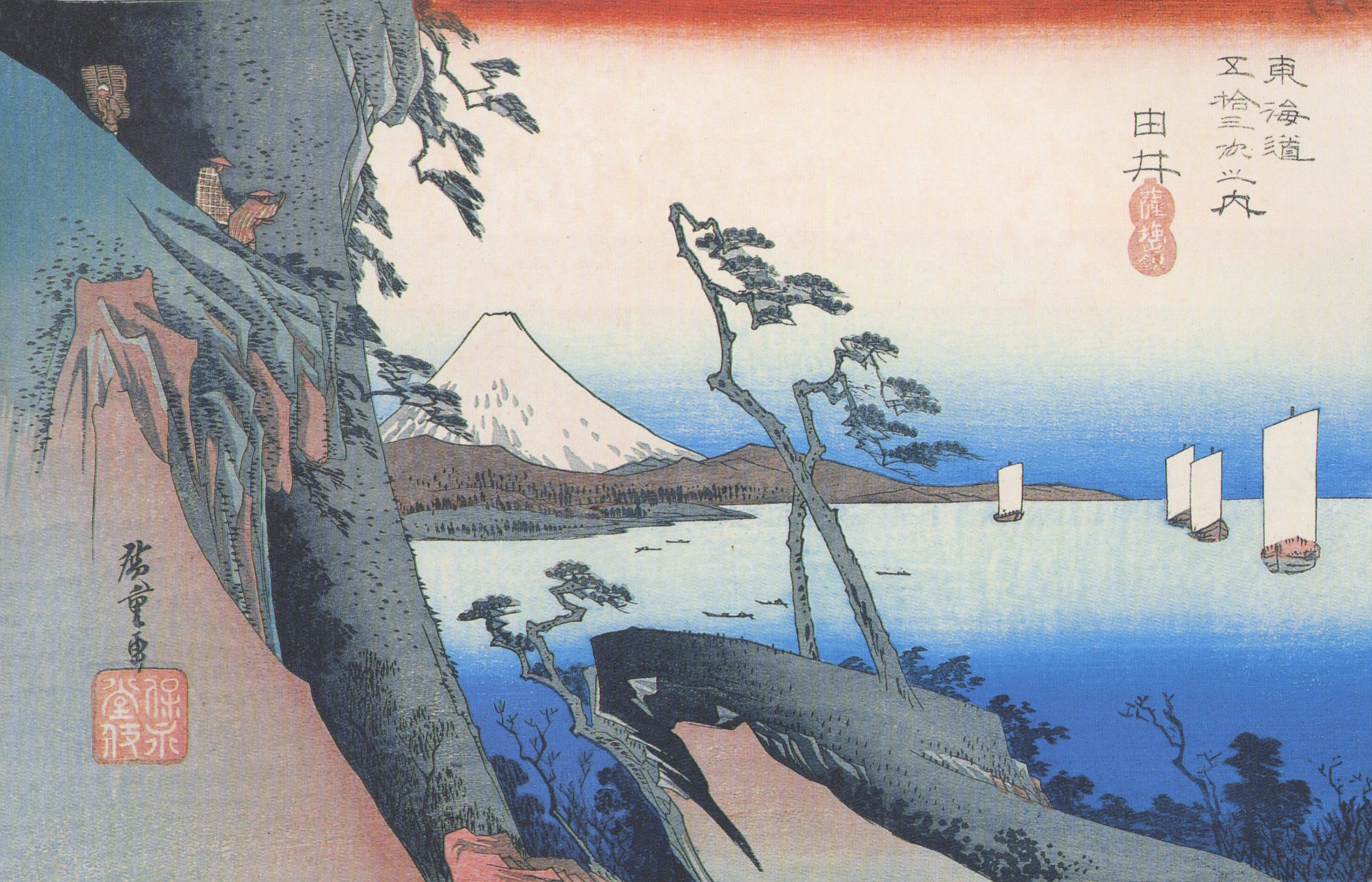
交通の要衝となっていた薩埵峠からの風景絵 （歌川広重「東海道五十三次・由比」）
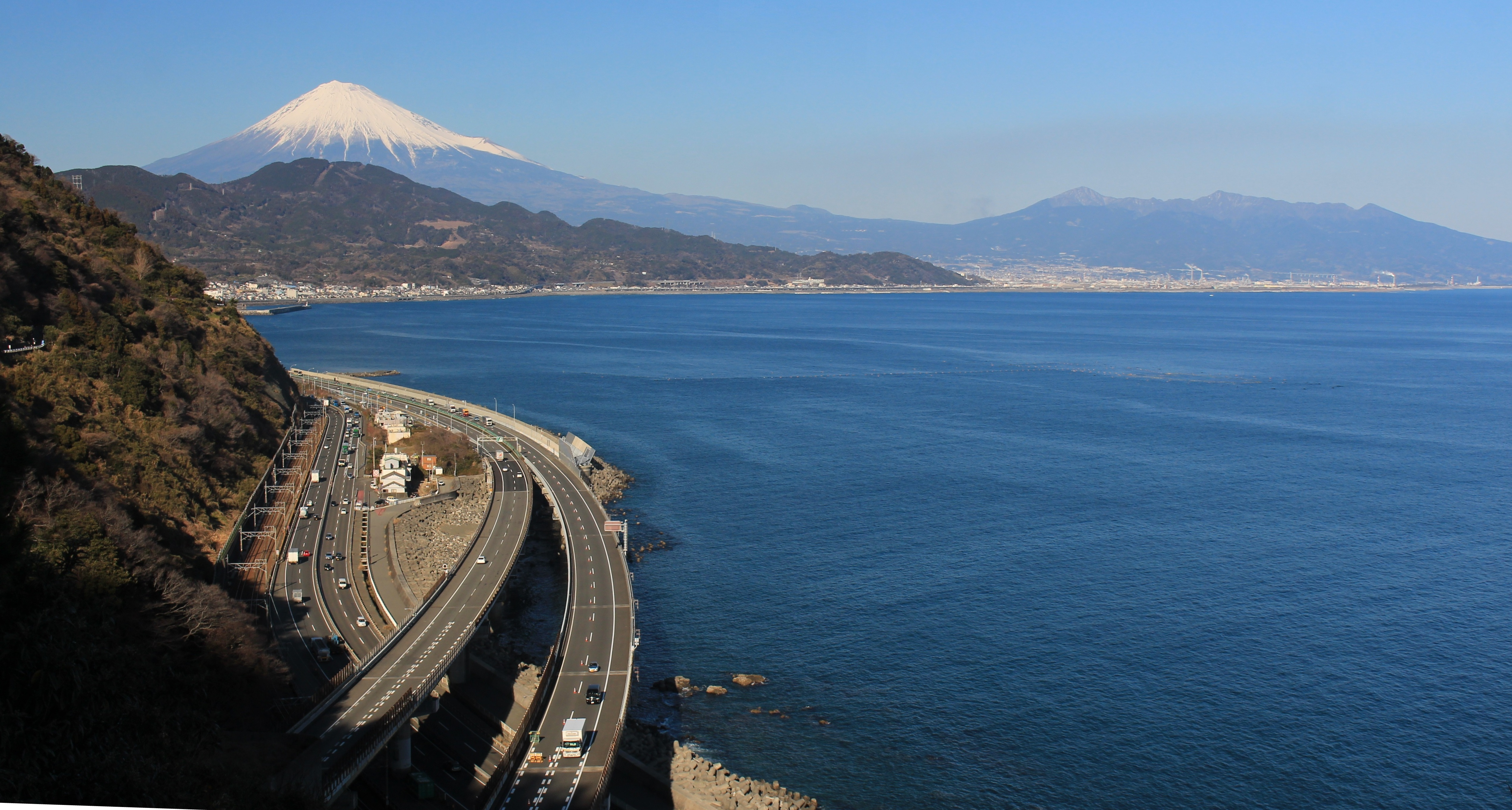
山域の南側の薩埵峠から望む駿河湾沿いの東海道本線、国道1号、東名高速道路と富士山

## 浜石岳から眺望
遮るものがない山頂の広場からは、富士山、愛鷹山塊、伊豆半島、田子ノ浦、駿河湾、三保の松原、赤石山脈（南アルプス）、天子山地など360度の展望が広がる。 ウィキメディア・コモンズには、浜石岳から眺望に関するカテゴリがあります。

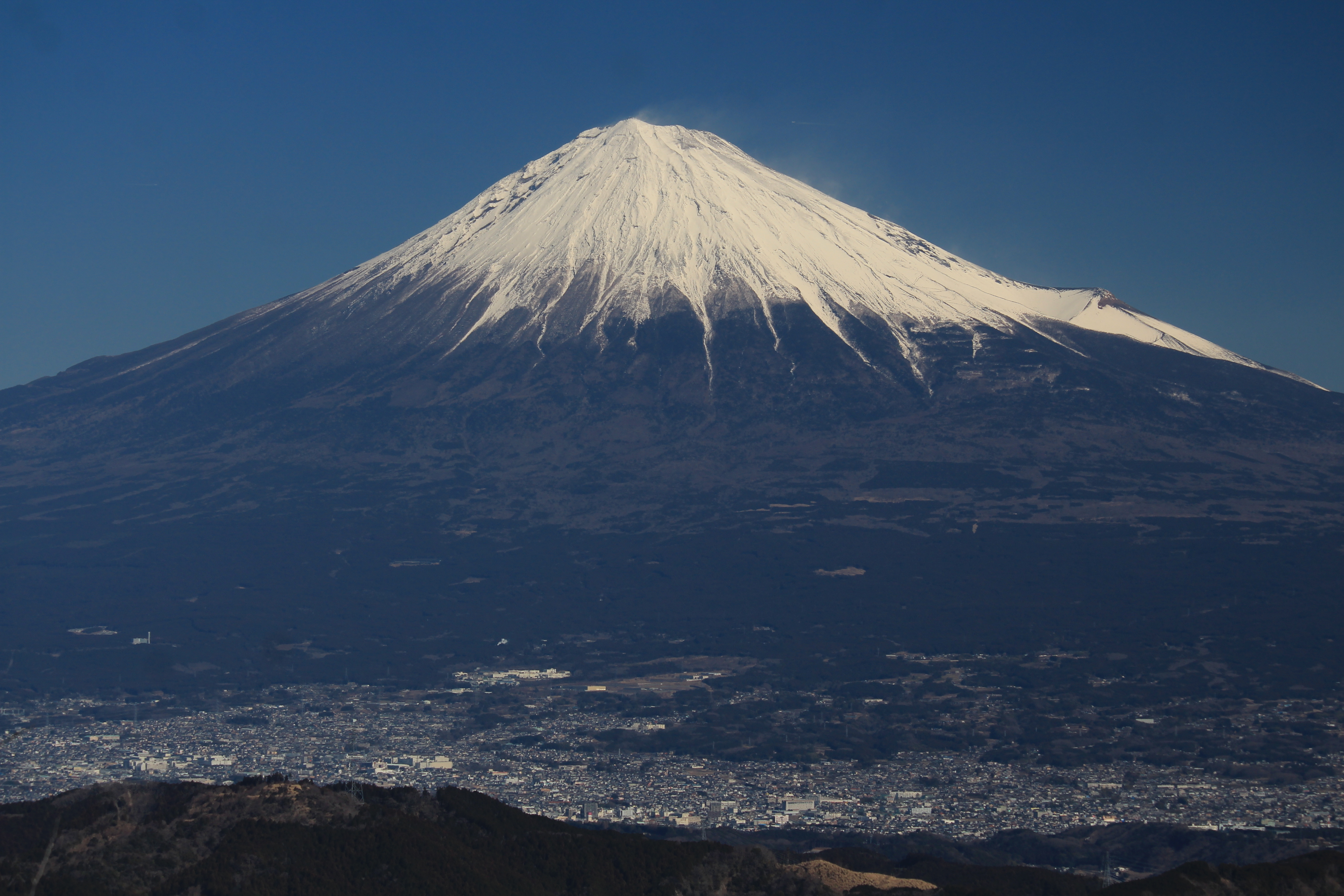
富士山と山麓の富士宮市街地
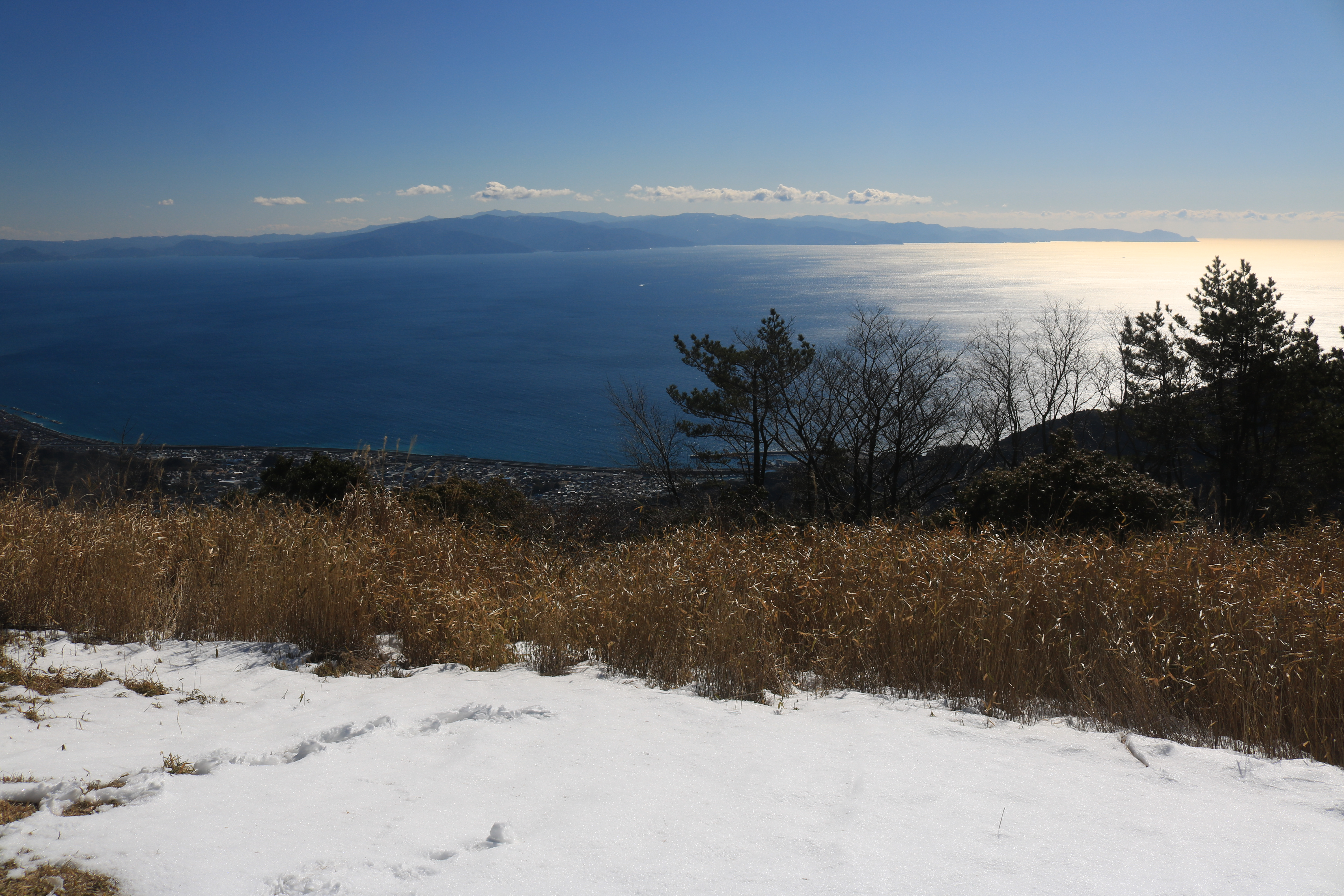
駿河湾と伊豆半島
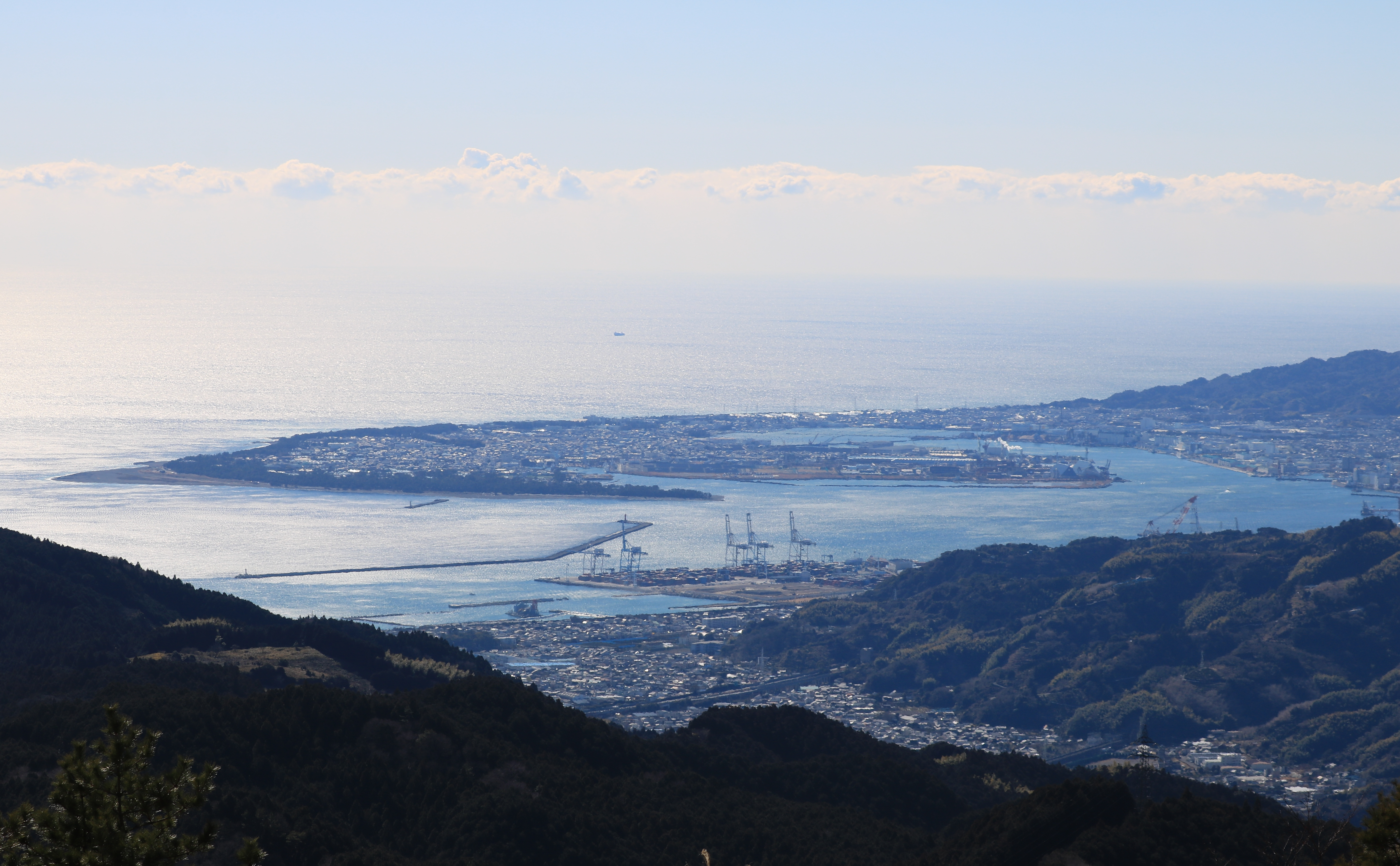
三保の松原と清水港

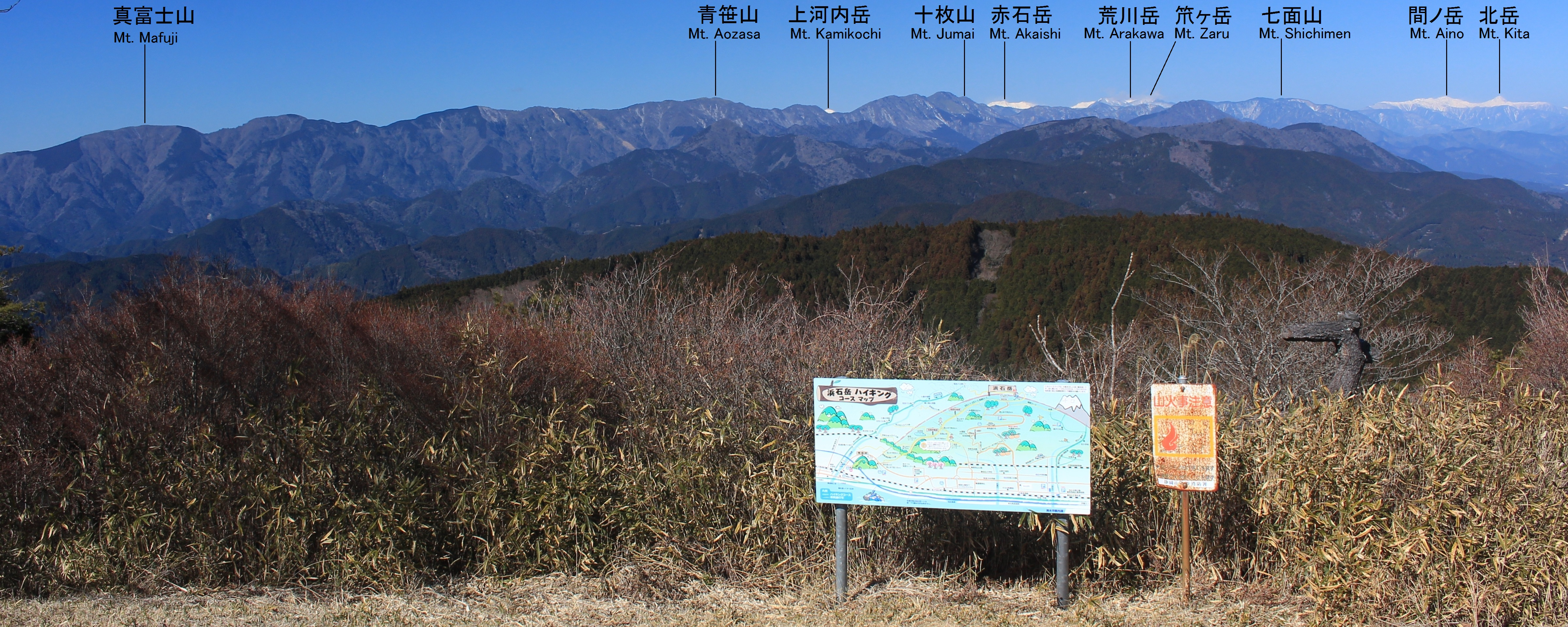
西側の展望、赤石山脈（南アルプス） 左から真富士山、青笹山、上河内岳、十枚山、赤石岳、荒川岳、笊ヶ岳、七面山、間ノ岳、北岳